# Lluís Martínez Sistach
Lluís Martínez Sistach (Barcelona, 29 de abril de 1937) é um cardeal espanhol, Arcebispo Emérito de Barcelona.

## Biografia

### Vida familiar e académica
Nasceu em Barcelona, filho de Joan Martínez Puig, representante comercial, e de Maria Sistach Masllorens, doméstica. Juntamente com outras duas irmãs e pais, residiu num bairro de Guinardó.
Fez o bacharelato no Colegio de la Inmaculada dos Maristas em Barcelona, entre 1942 e 1953. Entrou no Seminário Maior de Barcelona onde permaneceu até 1961.
Foi ordenado sacerdote a 17 de setembro de 1961, na Igreja Santa Maria de Cornellá de Llobregat, por Gregorio Modrego y Casaus, bispo de Barcelona. Ingressou na Pontifícia Universidade Lateranense (1962-1967) onde se doutorou em Direito Canónico e Civil, com a tese El Derecho de asociación en la Iglesia, publicado pela Faculdade de Teologia da Catalunha. Em 1979, o Cardeal Narcís Jubany nomeou-o vigário-geral de Barcelona , com a tarefa especial de zelar pela coordenação de todos os órgãos da Cúria diocesana.

### Episcopado
Eleito bispo-auxiliar de Barcelona em 6 de novembro de 1987 pelo Papa João Paulo II, foi consagrado bispo-titular de Algeciras em 27 de dezembro, na Catedral de Barcelona, por Narciso Jubany Arnau, cardeal-arcebispo de Barcelona, coadjuvado por Mario Tagliaferri, núncio apostólico na Espanha e Ramón Torrella Cascante, arcebispo de Tarragona.
Transferido para a Diocese de Tortosa em 17 de maio de 1991, permaneceu até a sua promoção à Arquidiocese de Tarragona em 20 de fevereiro de 1997. Transferido para a Arquidiocese de Barcelona em 15 de junho de 2004, mesmo dia em que a sé arquiepiscopal de Barcelona foi elevada à categoria de sé metropolitana.

### Cardinalato e Cúria Romana
Em 17 de outubro de 2007, foi anunciada a sua criação como cardeal pelo Papa Bento XVI, no Consistório de 24 de novembro, em que recebeu o barrete vermelho e o título de cardeal-presbítero de São Sebastião nas Catacumbas. Para além das suas funções como arcebispo de Barcelona, tem desempenhado vários cargos na Cúria Romana. Em maio de 2008, Bento XVI nomeou-o membro do Pontifício Conselho para os Textos Legislativos. A 12 de junho de 2008 foi nomeado para membro do Supremo Tribunal da Assinatura Apostólica (onde ainda permanece ativo) e para membro do Pontifício Conselho para os Leigos.
O Cardeal Sistach recebeu Bento XVI em 2010 quando este visitou Barcelona e Santiago de Compostela. Nesse ano em Barcelona, o Papa consagrou a Igreja da Sagrada Família.
Em 6 de novembro de 2015, o Papa Francisco aceitou sua renúncia ao governo pastoral da arquidiocese de Barcelona. Retirou-se para a residência sacerdotal "Sant Josep Oriol". Em 15 de fevereiro de 2017, o papa concedeu-lhe o título de Advogado do Tribunal da Rota Romana.

#### Conclaves
- Conclave de 2013 - participou da eleição de Jorge Mario Bergoglio como Papa Francisco.